# Канадський кінь
Канадський кінь (англ. canadian horse, фр. cheval canadien) — національний кінь Канади. Хоча раніше цей кінь був відносно невідомим через свою рідкість, канадський кінь вплинув на багатьох інших північноамериканських порід, у тому числі це стандарбредний кінь, морганів кінь, американський верховий. Кілька разів порода була на межі вимирання, але нині канадського коня розводить багато ентузіастів і в межах, і за межами Канади.

## Історія
Коні не жили на американському континенті на мить прибуття перших європейців. Іспанці висадили коней у Мексиці й Флориді, англійці — в кількох місцях 13 колоній, голландці — у Нью-Йорку, французи — в акадійському Порт Роялі й у Квебеку (Канадський кінь). Між різними контингентами коней не було контакту дуже довго. Коли Людовик XIV наказав створити конезаводи у кожній зі своїх королівських провінцій, у Новій Франції була повна відсутність коней. Згідно з його планами близько 82 коней були відправлені до Нової Франції між 1665 і 1671 роками з Франції. Завдяки успішно створеній програмі розведення, в 1763 році в Новій Франції було вже приблизно 13 000 коней. Населення коней розвивалося в ізоляції впродовж майже 100 років. Коні були гордістю цієї епохи Нової Франції. Вони були настільки популярними, що адміністрація мала спробувати обмежити їхню кількість. Упродовж багатьох років співвідношення людей і коней було близько п'яти осіб на одного коня. Їх використовували при всіх роботах, будь то праця чи поїздка до сільської церкви в неділю вранці. На цей час припадають перші обмеження швидкості в містах. У другій половині XIX ст. США імпортували багато коней для військових потреб. Наприкінці XIX століття, чисельність канадського коня була дуже низькою і порода була в небезпеці. Також коней експортували до Вест-Індії для використання на цукрових плантаціях. У 1895, з ініціативи Едварда Барнарда, керівника Департаменту сільського господарства Квебеку, було створене Товариство заводчиків канадських коней (фр. Société des éleveurs de chevaux canadiens). Його створення врятувало породу. З появою автомобіля, вищі класи суспільства швидко замінили коней. Потім у сільському господарстві багаті фермери замінили коней тракторами. Кінь втрачав свій «соціальний статус», а його чисельність скорочувалася. У 1950–1960 роки тільки найбідніші фермери та любителі коней досі використовували кінні ферми. Починаючи з 1970-х, кінь повільно відновлює своє благородство, але тепер у сфері елітного кінного спорту. Поступово, майбутнє породи убезпечується.

## Зовнішність

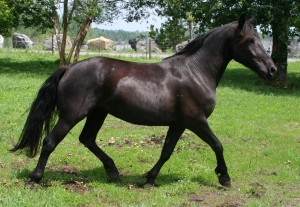
Чорна кобила

Канадський кінь має великі, виразні очі, досить довгу, мускулисту шию і добре структуровану голову з елегантними вухами. Він також має дещо опуклу холку, м'язистий круп і кремезні ноги. Більшість канадських коней чорні чи гніді, каштанові й коричневі менш поширені. Вони відомі важкими своїми хвилястими гривою і хвостом. Вважається, що канадський кінь міцний і витривалий.

## Використання
Нині багато канадських коней розводять для їзди. Деякі коні досі використовуються як робочі коні для сільського господарства. Загалом, хороший темперамент канадського коня робить його корисним як всебічного коня родини. На додаток, канадський кінь розглядається як символ. Парламент Канади оголосив у 2002 канадського коня «Національним конем Канади».
Станом на 2007 рік налічується близько 7000 канадських коней.